# 梁國治
梁國治（1723年—1786年），字階平，號瑤峰、豐山，浙江會稽中塘梁巷村（今屬上虞）人。清朝政治人物、書法家。乾隆十三年（1748年）戊辰科狀元，官至太子太傅、軍機大臣、東閣大學士兼戶部尚書、四庫全書館副總裁，卒諡文定，贈太子太保。工書法，為清代「書壇三梁」之一。

## 生平
梁國治父梁文標，曾任刑部司獄，有惠政。國治自幼穎悟，乾隆六年（1741年）中舉，乾隆十三年（1748年）一甲第一名進士（狀元），授翰林院修撰，二十一年（1756年）授廣東鄉試正考官，隔年接任廣東道員，二十五年（1760年）署粮驿道，三十八年，还京，官至東閣大學士兼軍機大臣。因忤逆和珅，官場之上備受排斥。
工書法，自謂在謝太傅、張曲江之間。洪亮吉謂之堆墨書。時人將他與錢塘梁同書、亳州梁巘並稱“書壇三梁”。曾任《四库全书》副总裁。卒时加封太子太保，諡文定。《清史稿》有傳。

## 著作
参纂《日下舊聞考》《國子監志》62卷。有《敬思堂文集》6卷，《敬思堂詩集》6卷。

## 延伸阅读
[在维基数据编辑]
 《清史稿·卷320》，出自趙爾巽《清史稿》
 在维基共享资源阅览影像